# Exetastes callipterus
Exetastes callipterus är en stekelart som beskrevs av Joseph Augustine Cushman 1937. Exetastes callipterus ingår i släktet Exetastes och familjen brokparasitsteklar. Utöver nominatformen finns också underarten E. c. torquatus.